# Mecosaspis buttneri
Mecosaspis buttneri är en skalbaggsart som beskrevs av Hermann Julius Kolbe 1889. Mecosaspis buttneri ingår i släktet Mecosaspis och familjen långhorningar.
Artens utbredningsområde är Gabon. Inga underarter finns listade i Catalogue of Life.